# First Air Force

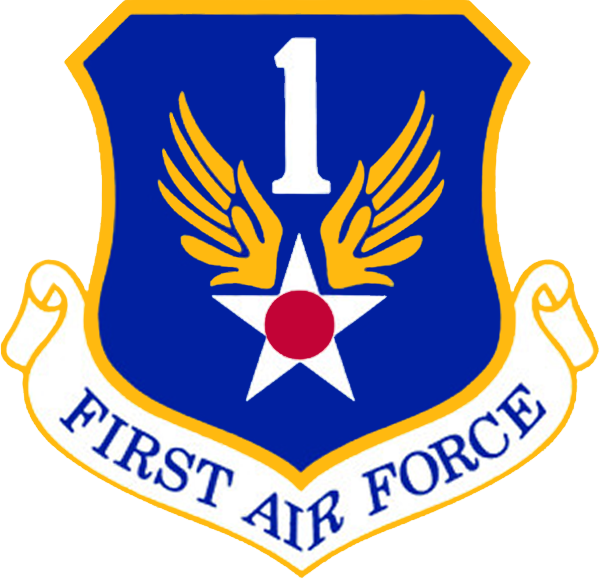
Abzeichen der First Air Force

Die First Air Force (deutsch 1. US-Luftflotte) der United States Air Force ist auf der Tyndall Air Force Base in Florida stationiert. Sie ist auch unter dem Namen Air Force North bekannt und bildet das Air-Force-Komponentenkommando des United States Northern Commands (NORTHCOM) und die Einsatzkomponente des gemeinsamen North American Aerospace Defense Command (NORAD). Administrativ und technisch untersteht sie dem Air Combat Command. Seit Mai 2022 ist sie auch die Unterstützungseinheit der Air Force zum United States Space Command. Sie besteht mehrheitlich aus Einheiten der Luftstreitkräfte der einzelnen Nationalgarden bzw. der Air National Guard.
Gegründet wurde die Luftflotte Ende 1940 als Teil des United States Army Air Corps aus dem im Jahr 1941 die United States Army Air Forces hervorgingen. Zu Beginn des Zweiten Weltkriegs war die Luftflotte zum Schutz der amerikanischen Ostküste eingesetzt, wo sie vor allem deutsche U-Boote aufspüren und abwehren sollte. Im weiteren Kriegsverlauf wurde die Luftflotte zu einer Ausbildungseinheit von Personal das dann aktiv in anderen Einheiten am Kriegsgeschehen teilnahm. Dabei war sie dem zwischen 1944 und 1946 existierenden Continental Air Forces unterstellt.
Nach dem Krieg bestand die Einheit bis zum Juni 1958 weiter. Anschließend wurde sie deaktiviert. Im Laufe der folgenden Jahrzehnte wurde sie mehrfach wieder aktiviert bzw. deaktiviert. Seit 1985 ist sie, wenn auch mit leicht unterschiedlichen Bezeichnungen, wieder dauerhaft aktiv. Ihre Hauptaufgabe ist die Luftverteidigung der Contiguous United States, also der 48 zusammenhängende Einzelstaaten der Vereinigten Staaten, sowie die der Amerikanischen Jungferninseln und von Puerto Rico. Sie besteht aus zehn Geschwadern (Wings), die verschiedenen Luftstreitkräften der Nationalgarden entstammen.

## Liste der Kommandierenden Generale ab 1985
| Name                      | Beginn der Berufung | Ende der Berufung  |
| ------------------------- | ------------------- | ------------------ |
| MG Buford D. Lary         | 6. Dezember 1985    | 10. Juli 1987      |
| MG Jimmie V. Adams        | 10. Juli 1987       | 1. Juli 1988       |
| MG Richard A. Pierson     | 1. Juli 1988        | 12. September 1991 |
| MG Lester P. Brown Jr.    | 12. September 1991  | Januar 1994        |
| MG Philip G. Killey       | Januar 1994         | 19. Dezember 1997  |
| MG Larry K. Arnold        | 19. Dezember 1997   | 1. August 2002     |
| MG Craig R. McKinley      | 1. August 2002      | 27. Oktober 2004   |
| MG M. Scott Mayes         | 27. Oktober 2004    | 1. November 2006   |
| MG Henry C. Morrow        | 1. November 2006    | 12. November 2009  |
| MG Garry C. Dean          | 12. November 2009   | 31. August 2011    |
| LTG Stanley E. Clarke III | 31. August 2011     | 7. März 2013       |
| LTG William H. Etter      | 7. März 2013        | 11. Juli 2016      |
| LTG R. Scott Williams     | 11. Juli 2016       | 20. Juni 2019      |
| LTG Marc H. Sasseville    | 20. Juni 2019       | 29. Juli 2020      |
| LTG Kirk S. Pierce        | 29. Juli 2020       | 31. März 2023      |
| LTG Steven S. Nordhaus    | 31. März 2023       | 2. Oktober 2024    |
| LTG M. Luke Ahmann        | 2. Oktober 2024     | amtierend          |